# Acalypha erecta
Acalypha erecta é uma espécie de flor do gênero Acalypha, pertencente à família Euphorbiaceae.